# Daniel Gruvaeus
Daniel Gruvaeus (* 20. August 1999) ist ein schwedischer Volleyballspieler. Seit 2025 spielt er bei der SVG Lüneburg.

## Karriere
Gruvaeus begann seine Karriere 2014 bei Falkenbergs VBK. Er spielte in den schwedischen Nachwuchsmannschaften und hatte auch Einsätze in der A-Nationalmannschaft. 2020 wechselte der Außenangreifer zum französischen Erstligisten AS Cannes. Mit dem Verein erreichte er 2020/21 das Viertelfinale im Challenge Cup. 2022/23 spielte Gruvaeus beim serbischen Verein OK Partizan Belgrad.
2023 wurde er vom deutschen Bundesligisten WWK Volleys Herrsching verpflichtet. Mit Herrsching erreichte er das Finale im DVV-Pokal 2023/24 kam Herrsching ins Finale, während in den Bundesliga-Playoffs die Saison im Viertelfinale endete. In der Saison 2024/25 mussten sich die WWK Volleys im DVV-Pokal-Achtelfinale geschlagen geben und erreichten im Challenge Cup ebenfalls das Achtelfinale. Die Bundesliga-Saison endete erneut im Playoff-Viertelfinale. Anschließend wechselte Gruvaeus zum Ligakonkurrenten SVG Lüneburg.